# Poul Behrendt
Poul Olaf Behrendt (født 18. maj 1944 i København, død 18. oktober 2024) var en dansk forfatter, universitetslektor og mag.art.
Behrendt beskæftigede sig blandt andet med overlapning mellem fiktion og selvbiografi. 
Således kommenterede han på Karl Ove Knausgårds selvfortælling,
og han forsøgte i to artikler og en bog at tolke Nils Malmross film At kende sandheden og Malmros motiver og brugte ordene "auteurens løgn eller bedrag".
Nils Malmros forsvarede sig i flere artikler og påpegede fejl i Behrendts udlægning.
Behrendt var adjungeret professor ved Institut for Nordiske Studier og Sprogvidenskab på Københavns Universitet.
Behrendt modtog Brandes-prisen og Weekendavisens Litteraturpris for bogen Bissen og dullen fra 1984.
Poul Behrendt er begravet på Assistens Kirkegård.

## Hverv
- 1977-1987 Redaktør af tidsskriftet Kritik
- 1991-2001 kritiker ved Weekendavisen